# Jody Fannin

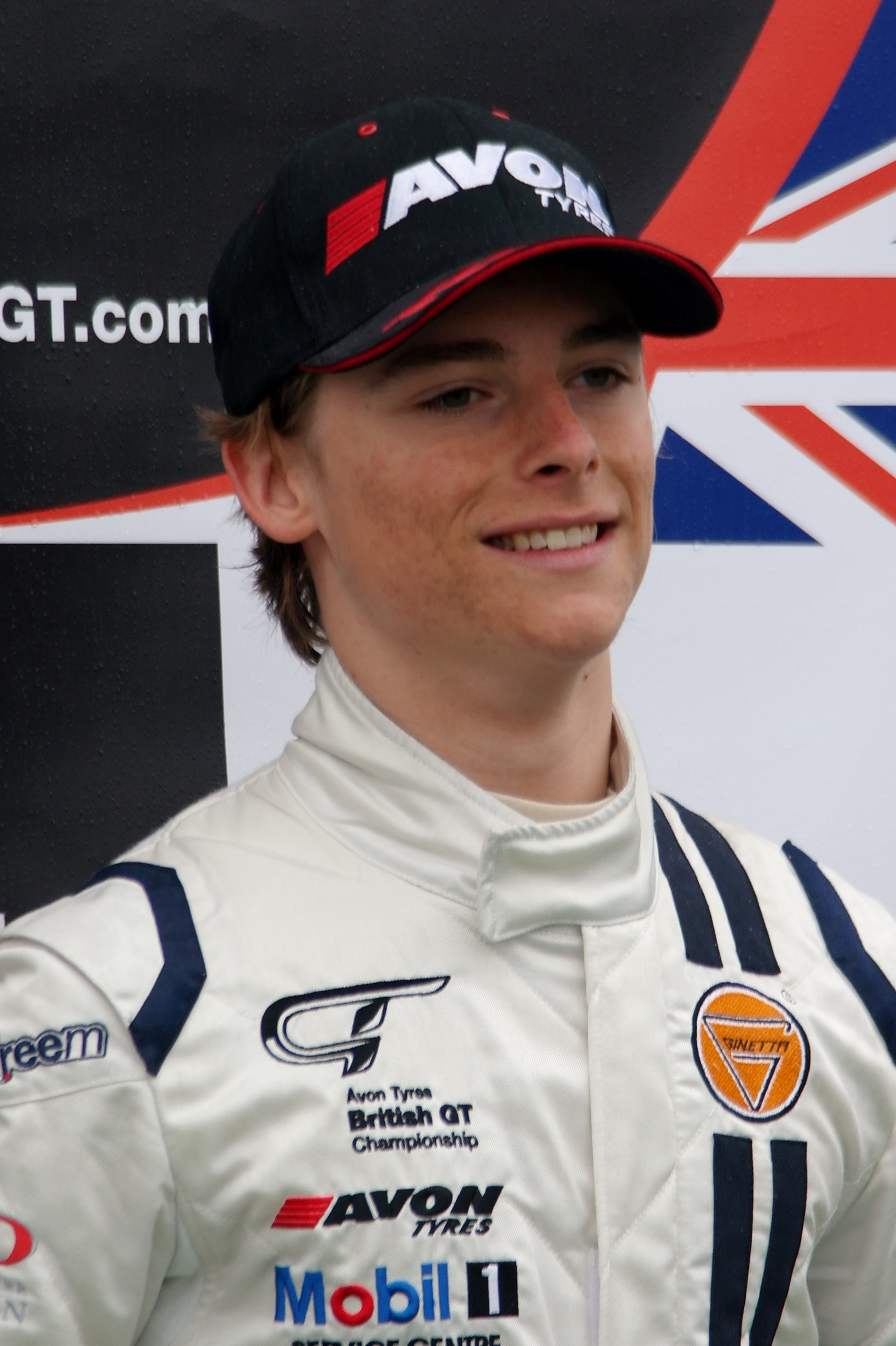
Jody Fannin 2012 im Oulton Park

Jody Luca Umtwaan Fannin (* 4. September 1993 in Chertsey) ist ein ehemaliger britischer Autorennfahrer.

## Karriere als Rennfahrer
Jody Fannin ist der Sohn eines Südafrikaners und einer Britin. Der Verehrung seines Vaters für den Rennfahrer Jody Scheckter verdankt er seinen ersten Vornamen. Als Fannin ein Säugling war, siedelte die Familie nach Südafrika um. Sie kehrte in das Vereinigte Königreich zurück, als er sieben Jahre alt war. 
Die Fahrerkarriere von Jody Fannin begann 2006 im Kartsport, wo er 2008 die Bayford Meadows Winter Series gewann. Er gehörte zu den wenigen Rennfahrern seiner Generation, die nach den Kartrennen auf eine Monopostozeit verzichteten und sich dem GT-Sport zuwandten. Erste Erfolge gelangen ihm mit dem zweiten Rang im Ginetta GT Supercup 2011 und dem Meisterschaftserfolg (gemeinsam mit Warren Hughes im Ginetta G50) der GT4-Klasse der britischen GT-Meisterschaft 2012.
Neben Einsätzen in den Rennen der Blancpain Sprint- und Endurance Series startete er vor allem in der European Le Mans Series. Dort siegte er 2017 in der GTE-Klasse. Nach dem Wechsel in die FIA-Langstrecken-Weltmeisterschaft folgte 2021 das Debüt beim 24-Stunden-Rennen von Le Mans. Die Teilnahme endete nach einem Motorschaden am Ferrari 488 GTE Evo vorzeitig.

## Statistik

### Le-Mans-Ergebnisse
| Jahr | Team           | Fahrzeug            | Teamkollege   | Teamkollege     | Platzierung | Ausfallgrund |
| ---- | -------------- | ------------------- | ------------- | --------------- | ----------- | ------------ |
| 2021 | JMW Motorsport | Ferrari 488 GTE Evo | Rodrigo Sales | Thomas Neubauer | Ausfall     | Unfall       |

### Einzelergebnisse in der FIA-Langstrecken-Weltmeisterschaft
| Saison | Team           | Rennwagen       | 1   | 2   | 3   | 4   | 5   | 6   |
| ------ | -------------- | --------------- | --- | --- | --- | --- | --- | --- |
| 2021   | JMW Motorsport | Ferrari 488 GTE | SPA | POR | MON | LEM | BAH | BAH |
| 2021   | JMW Motorsport | Ferrari 488 GTE | DNF |     |     |     |     |     |